# Martin Koukal
Martin Koukal (* 25. September 1978 in Nové Město na Moravě) ist ein ehemaliger tschechischer Skilangläufer und vierfacher Olympionike (1998, 2002, 2006, 2010).

## Werdegang
Koukal, der für den Dukla Liberec startete, konnte seine ersten Erfolge bereits im Juniorenalter feiern. Bei den Europäischen Olympischen Winter-Jugendtagen 1995 in Andorra la Vella holte er die Silbermedaille über 10 km klassisch und die Goldmedaille über 10 km Freistil. Zwei Jahre später belegte er bei den Juniorenweltmeisterschaften in Calgary über 30 Kilometer im Freistil den dritten Platz. Diesen Erfolg konnte er ein Jahr später bei den Titelkämpfen in St. Moritz bestätigen, als er sich über 10 km in der freien Technik ebenfalls die Silbermedaille erlief. Seine ersten Weltcuprennen lief er bei den Nordischen Skiweltmeisterschaften 1997 in Trondheim. Dort belegte er den 79. Platz über 10 km klassisch, den 37. Platz in der Verfolgung und holte mit dem 27. Platz über 30 km Freistil seine ersten Weltcuppunkte.

### Olympische Winterspiele 1998
Bei seiner ersten Olympiateilnahme 1998 in Nagano kam er auf den 37. Platz in der Verfolgung und auf den 35. Platz über 10 km klassisch. Im November 1998 erreichte er in Muonio mit dem siebten Platz über 10 km Freistil seine erste Top-Ten-Platzierung im Weltcup. Seine besten Platzierungen bei den Nordischen Skiweltmeisterschaften 1999 in Ramsau am Dachstein waren der 22. Platz über 30 km Freistil und der achte Rang mit der Staffel.
Im Dezember 1999 kam er in Garmisch-Partenkirchen mit dem dritten Platz im Sprint erstmals im Weltcup aufs Podest. Sein bestes Resultat bei den Nordischen Skiweltmeisterschaften 2001 in Lahti war jeweils der 14. Platz mit der Staffel und im Sprint. In der Saison 2001/02 gelang ihn drei Top-Zehn-Ergebnisse im Einzelweltcup. Zudem wurde er im März 2002 in Lahti Dritter zusammen mit Lukáš Bauer im Teamsprint.

### Olympische Winterspiele 2002
Seine besten Resultate beim Saisonhöhepunkt den Olympischen Winterspielen 2002 in Salt Lake City waren der zehnte Platz im Sprint und der siebte Rang mit der Staffel.
In der folgenden Saison kam er im Weltcupeinzel viermal unter die ersten Zehn und erreichte den 23. Platz im Gesamtweltcup und den 20. Rang im Sprintweltcup. Dies war sein bestes Ergebnis im Gesamtweltcup. Beim Saisonhöhepunkt der WM 2003 im Val di Fiemme holte er die Goldmedaille über 50 km Freistil. Zudem wurde er Siebter mit der Staffel, Sechster im Skiathlon und Fünfter im Sprint. Im März 2003 gelang ihn der zweite Platz beim Engadin Skimarathon.
In der Saison 2003/04 erreichte er bei sieben Sprintteilnahmen im Weltcup, zwei Top-Zehn-Platzierungen, darunter Platz zwei im Sprint in Düsseldorf zu Beginn der Saison 2003/04 und belegte damit den 16. Platz im Sprintweltcup.
Im folgenden Jahr gewann er bei den Nordischen Skiweltmeisterschaften in Oberstdorf zusammen mit Dušan Kožíšek die Bronzemedaille im Teamsprint. Zudem errang er den 52. Platz über 15 km Freistil, den 27. Platz im Skiathlon und den achten Platz mit der Staffel. Im März 2005 wurde er Vierter beim Wasalauf und siegte über 10 km Freistil beim Nor-Am Cup in Winter Park.

### Olympische Winterspiele 2006
Seine besten Platzierungen bei den Olympischen Winterspielen 2006 in Turin waren der neunte Platz mit der Staffel und der siebte Rang im 50-km-Massenstartrennen. Zu Beginn der Saison 2006/07 belegte er in Gällivare den dritten Platz mit der Staffel. Im weiteren Saisonverlauf kam er dreimal unter den ersten Zehn und erreichte den 22. Platz im Distanzweltcup. Bei den Nordischen Skiweltmeisterschaften 2007 in Sapporo belegte er den 26. Platz über 15 km Freistil, den 21. Rang im 50-km-Massenstartrennen und den achten Platz mit der Staffel.
Nach Platz eins mit der Staffel in Davos zu Beginn der Saison 2007/08, gelang ihn bei der Tour de Ski 2007/08 mit zwei Top-Zehn-Resultate der zwölften Platz in der Gesamtwertung. Im Februar 2008 wurde er in Falun Dritter mit der Staffel. Die Saison beendete er auf dem 33. Platz im Gesamtweltcup. In der folgenden Saison, die er auf dem 45. Platz im Gesamtweltcup beendete, errang er beim Skilanglauf-Weltcup-Finale in Falun den neunten Platz. Dabei erzielte er den dritten Platz im Prologrennen über 3,3 km Freistil.
Bei den Nordischen Skiweltmeisterschaften 2009 in Liberec kam er auf den elften Platz mit der Staffel, auf den neunten Rang im Skiathlon und auf den siebten Platz im 50-km-Massenstartrennen. In der Olympiasaison 2009/10 belegte er den 28. Platz bei der Tour de Ski 2009/10 und den ersten Platz im Sprint bei den tschechischen Meisterschaften.

### Olympische Winterspiele 2010
Bei den Olympischen Winterspielen 2010 in Vancouver gewann er die Bronzemedaille mit der Staffel. Zudem kam er auf den 18. Platz über 15 km Freistil und auf den sechsten Rang zusammen mit Dušan Kožíšek im Teamsprint.
Bei den Nordischen Skiweltmeisterschaften 2011 in Oslo belegte er den 51. Platz im Skiathlon, jeweils den 23. Rang im 50-km-Massenstartrennen und im Sprint und den achten Platz im Sprint.
Ab der Saison 2011/12 bis zu seiner letzten aktiven Saison 2013/14 startete er im Marathon Cup für das Skinfit Racing Team. Dabei siegte er im Jahr 2012 beim Finlandia-hiihto über 50 km klassisch und errang beim Transjurassienne den dritten Platz.
Im Jahr 2014 wurde er beim Dolomitenlauf Zweiter. Damit errang er in der Gesamtwertung des Marathoncups in der Saison 2011/12 den siebten und in der Saison 2013/14 den dritten Platz. Ebenfalls in seiner letzten aktiven Saison gewann er beim Slavic Cup in Horní Mísečky über 15 km Freistil und kam über 10 km klassisch auf den zweiten Platz. Damit belegte er den siebten Platz in der Gesamtwertung.

## Erfolge

### Weltcupsiege im Team
| Nr. | Datum            | Ort   | Disziplin           |
| --- | ---------------- | ----- | ------------------- |
| 1.  | 9. Dezember 2007 | Davos | 4 × 10 km Staffel 1 |

### Siege bei Continental-Cup-Rennen
| Nr. | Datum             | Ort                     | Disziplin      | Serie      |
| --- | ----------------- | ----------------------- | -------------- | ---------- |
| 1.  | 31. März 2005     | Winter Park             | 10 km Freistil | Nor-Am Cup |
| 2.  | 15. Dezember 2007 | St. Ulrich am Pillersee | 10 km Freistil | Alpencup   |
| 3.  | 22. Dezember 2013 | Horní Mísečky           | 15 km Freistil | Slavic Cup |

### Siege bei Worldloppet-Cup-Rennen
Anmerkung: Vor der Saison 2015/16 hieß der Worldloppet Cup noch Marathon Cup.
| Nr. | Datum            | Ort   | Rennen           | Disziplin                   |
| --- | ---------------- | ----- | ---------------- | --------------------------- |
| 1.  | 25. Februar 2012 | Lahti | Finlandia-hiihto | 50 km klassisch Massenstart |

## Teilnahmen an Weltmeisterschaften und Olympischen Winterspielen

### Olympische Spiele
- 1998 Nagano: 35. Platz 10 km klassisch, 37. Platz 25 km Verfolgung
- 2002 Salt Lake City: 7. Platz Staffel, 10. Platz Sprint Freistil, 20. Platz 30 km Freistil Massenstart, 44. Platz 20 km Verfolgung
- 2006 Turin: 7. Platz 50 km Freistil Massenstart, 9. Platz Staffel, 10. Platz Teamsprint klassisch, 15. Platz Sprint Freistil, 21. Platz 30 km Verfolgung,
- 2010 Vancouver: 3. Platz Staffel, 6. Platz Teamsprint Freistil, 18. Platz 15 km Freistil

### Nordische Skiweltmeisterschaften
- 1997 Trondheim: 27. Platz 30 km Freistil, 37. Platz 25 km Verfolgung, 79. Platz 10 km klassisch
- 1999 Ramsau: 8. Platz Staffel, 22. Platz 30 km Freistil, 23. Platz 25 km Verfolgung, 46. Platz 10 km klassisch
- 2001 Lahti: 14. Platz Staffel, 14. Platz Sprint Freistil, 37. Platz 20 km Verfolgung, 38. Platz 50 km Freistil, 51. Platz 15 km klassisch
- 2003 Val di Fiemme: 1. Platz 50 km Freistil, 5. Platz Sprint Freistil, 6. Platz 2 × 10 km Doppelverfolgung, 7. Platz Staffel
- 2005 Oberstdorf: 3. Platz Teamsprint Freistil, 8. Platz Staffel, 27. Platz 30 km Verfolgung, 52. Platz 15 km Freistil
- 2007 Sapporo: 8. Platz Staffel, 21. Platz 50 km klassisch Massenstart, 26. Platz 15 km Freistil
- 2009 Liberec: 7. Platz 50 km Freistil Massenstart, 9. Platz 30 km Verfolgung, 11. Platz Staffel
- 2011 Oslo: 8. Platz Staffel, 23. Platz Sprint Freistil, 23. Platz 50 km Freistil Massenstart, 51. Platz 30 km Verfolgung

## Platzierungen im Weltcup

### Weltcup-Statistik
Die Tabelle zeigt die erreichten Platzierungen im Einzelnen.
- 1.–3. Platz: Anzahl der Podiumsplatzierungen
- Top 10: Anzahl der Platzierungen unter den ersten zehn
- Punkteränge: Anzahl der Platzierungen innerhalb der Punkteränge
- Starts: Anzahl gelaufener Rennen in der jeweiligen Disziplin
- Hinweis: Bei den Distanzrennen erfolgt die Einordnung gemäß FIS.

| Platzierung         | Distanzrennen a | Distanzrennen a | Distanzrennen a | Distanzrennen a | Distanzrennen a | Skiathlon Verfolgung | Sprint | Etappen- rennen b | Gesamt | Team c | Team c  |
| Platzierung         | ≤ 5 km          | ≤ 10 km         | ≤ 15 km         | ≤ 30 km         | > 30 km         | Skiathlon Verfolgung | Sprint | Etappen- rennen b | Gesamt | Sprint | Staffel |
| ------------------- | --------------- | --------------- | --------------- | --------------- | --------------- | -------------------- | ------ | ----------------- | ------ | ------ | ------- |
| 1. Platz            |                 |                 |                 |                 |                 |                      |        |                   |        |        | 1       |
| 2. Platz            |                 |                 |                 |                 |                 |                      | 1      |                   | 1      |        |         |
| 3. Platz            | 1               |                 |                 |                 |                 |                      | 1      |                   | 2      | 1      | 2       |
| Top 10              | 2               | 2               | 4               | 1               |                 | 4                    | 10     | 1                 | 24     | 7      | 17      |
| Punkteränge         | 3               | 5               | 17              | 5               | 4               | 13                   | 28     | 3                 | 78     | 13     | 23      |
| Starts              | 5               | 19              | 51              | 12              | 5               | 25                   | 54     | 3                 | 174    | 13     | 23      |
| Stand: Karriereende |                 |                 |                 |                 |                 |                      |        |                   |        |        |         |

### Weltcup-Gesamtplatzierungen
| Saison    | Gesamt | Gesamt | Distanz | Distanz     | Sprint | Sprint |
| Saison    | Punkte | Platz  | Punkte  | Platz       | Punkte | Platz  |
| --------- | ------ | ------ | ------- | ----------- | ------ | ------ |
| 1996/97   | 4      | 94.    | –       | –           | –      | -      |
| 1997/98   | –      | –      | –       | –           | –      | -      |
| 1998/99   | 87     | 31.    | 43      | 28. 1       | 36     | 51.    |
| 1999/2000 | 90     | 50.    | 6 24    | 66. 1 52. 2 | 60     | 25.    |
| 2000/01   | 83     | 52.    | –       | –           | 98     | 21.    |
| 2001/02   | 124    | 41.    | –       | –           | 73     | 26.    |
| 2002/03   | 217    | 23.    | –       | –           | 107    | 20.    |
| 2003/04   | 116    | 48.    | –       | –           | 116    | 16.    |
| 2004/05   | 72     | 59.    | 31      | 50.         | 41     | 31.    |
| 2005/06   | 47     | 86.    | 36      | 69.         | 11     | 60.    |
| 2006/07   | 124    | 42.    | 124     | 22.         | –      | -      |
| 2007/08   | 230    | 33.    | 95      | 38.         | 47     | 49.    |
| 2008/09   | 170    | 45.    | 112     | 36.         | –      | -      |
| 2009/10   | 130    | 55.    | 30      | 75.         | 88     | 27.    |
| 2010/11   | 26     | 114.   | –       | –           | 26     | 76.    |